# Ecuațiile Cauchy-Riemann
Ecuațiile Cauchy - Riemann (numite astfel în onoarea marilor matematicieni: Augustin Louis Cauchy și Bernhard Riemann) în Analiza complexă constituie un criteriu necesar dar nu suficient pentru ca o funcție să fie olomorfă.

## Formulare
Fie
{\displaystyle f:U\to \mathbb {C} }
{\displaystyle f(x+iy)=u+iv}
o funcție cu variabile complexe, definită pe o mulțime deschisă {\displaystyle U} a planului complex {\displaystyle \mathbb {C} }.
Funcția {\displaystyle f} este olomorfă pe {\displaystyle U}
dacă și numai dacă:
{\displaystyle {\frac {\partial u}{\partial x}}={\frac {\partial v}{\partial y}},}
{\displaystyle {\frac {\partial u}{\partial y}}=-{\frac {\partial v}{\partial x}}.}